# Kebba Ceesay
Kebba Ceesay (ur. 14 listopada 1987 w Bakau) – gambijski piłkarz występujący na pozycji bocznego obrońcy. Od 2017 jest piłkarzem Dalkurd FF.

## Kariera
Ceesay rozpoczynał karierę w szwedzkim IK Brage. Po dwóch sezonach przeszedł do Djurgårdens IF. W ciągu 5 lat rozegrał w klubie 102 spotkania, zdobywając jednego gola. W międzyczasie trafił na krótkie wypożyczenie do Vasalunds IF. 31 lipca 2012 roku podpisał kontrakt z Lechem Poznań. W Ekstraklasie zadebiutował w meczu z Ruchem Chorzów, w którym zdobył bramkę. W połowie lipca 2016 roku wrócił do Djurgårdens IF. Łącznie w Lechu zagrał w 69 spotkaniach (w tym 53 w Ekstraklasie), w których zdobył 2 bramki.